# Фредерік Гілмор
Фредерік Гарфілд «Фред» Гілмор (англ. Frederick Garfield "Fred" Gilmore; 22 травня 1887, Монреаль, Канада — 17 березня 1969, Лос-Анджелес, США) — американський боксер, бронзовий призер літніх Олімпійських ігор 1904.

## Біографія
На Іграх 1904 в Сент-Луїсі Гілмор змагався тільки в напівлегкій вазі до 56,7 кг.. Він програв у півфіналі Френку Хеллер, але так як в змаганні пройняло участь тільки три боксера, Гілмор отримав бронзову медаль.
Після цього, Гілмор став професійним боксером, і з 27 березня 1906 року по 12 вересня 1916 року він провів 16 матчів. 7 з них він виграв, 6 програв і три провів внічию.